# Titularbistum Hemesa per i Maroniti
Hemesa per i Maroniti (ital.: Emesa per i Maroniti)  war ein Titularbistum der römisch-katholischen Kirche, das vom Papst an Titularbischöfe aus der mit Rom unierten maronitischen Kirche vergeben wurde.
Es geht zurück auf ein früheres Bistum in der antiken Stadt Emesa in der römischen Provinz Syria Coele bzw. in der Spätantike Syria salutaris in Zentralsyrien.
| Titularbischöfe von Hemesa per i Maroniti |                                            |     |                  |                |
| Nr.                                       | Name                                       | Amt | von              | bis            |
| 1                                         | Joseph Sakr Titularerzbischof pro hac vice |     | 10. Februar 1911 | 22. April 1917 |